# Yellowjackets (gruppo musicale)
Gli Yellowjackets sono un gruppo musicale statunitense di jazz e fusion.

## Storia del gruppo
Il gruppo, inizialmente denominato The Robben Ford Group, fu fondato nel 1977 da Robben Ford, Russell Ferrante, Jimmy Haslip e Ricky Lawson. In seguito Ford fu rimpiazzato dal sassofonista Marc Russo e Ricky Lawson lasciò nel 1986 per seguire Lionel Richie.
Nel 1981 il gruppo prese il nome Yellowjackets ed era orientato al R&B con il chitarrista Robben Ford. Quando Ford lasciò il gruppo subentrò Marc Russo al sax e la band assunse sonorità del tutto originali con il tastierista Russell Ferrante, il bassista Jimmy Haslip, il batterista William Kennedy, avvicinandosi alla fusion con composizioni originali che ricordavano le melodie di Joe Zawinul.
Iniziarono le registrazioni dei primi album con la Warner Brothers passando poi alla MCA/GRP nel 1986, con cui registrarono vari album di discreto successo.
Gli Yellowjackets comparvero anche nella colonna sonora di Star Trek IV: The Voyage Home.
Negli anni '90 Russo decise di unirsi definitivamente ai Doobie Brothers, ed al suo posto subentrò Bob Mintzer (sax tenore, sax soprano e clarinetto basso). Questo passaggio avvicinò ulteriormente il gruppo alle sonorità jazz.
Tornarono a registrare per la Warner Brothers nel 1995 poi incisero per l'etichetta Heads Up un paio di album dal vivo (Mint Jam, 2002). Nel 2006 il gruppo celebrò il venticinquesimo anniversario con l'album Twenty Five.
Nel maggio 2008 gli Yellowjackets incisero il loro ventesimo album, Lifecycle, pubblicato dall'etichetta indipendente HeadsUp International; nel disco è presente il chitarrista Mike Stern, dopo 15 anni di assenza dalle loro produzioni di un chitarrista (l'ultimo fu infatti nel 1994 Robben Ford, che suonò in Run For Your Life).
L'album fu proposto nel 2009 ai Grammy Awards nella categoria Best Contemporary Jazz Album. Nel 2012 ospitano nella tournée dell'album Timeline il chitarrista di origine italiana Dario Chiazzolino. Durante lo stesso anno lo storico bassista Jimmy Haslip per motivi personali abbandonerà la band e lascerà il suo posto a Felix Pastorius. Nel 2013 esce A Rise in the Road; successivamente pubblicano gli albums Coherence 2016 e Raising Our Voice 2018.
Nel 2019 tornano in Italia per un mini-tour che li vede protagonisti al Blue Note di Milano, al Bravo Caffè di Bologna e al Teatro Sirena di Francavilla al mare dove ricevono lo “Special Award” del Premio Note da Oscar nell'ambito del “Festival Alessandro Cicognini.

## Discografia

### Album in studio
- 1981 - Yellowjackets
- 1983 - Mirage a Trois
- 1985 - Samurai Samba
- 1986 - Shades
- 1987 - Four Corners
- 1988 - Politics
- 1989 - The Spin
- 1991 - Greenhouse
- 1993 - Like a River
- 1994 - Run for Your Life
- 1995 - Dreamland
- 1997 - Blue Hats
- 1998 - Club Nocturne
- 2001 - Mint Jam
- 2003 - Time Squared
- 2003 - Peace Round: A Christmas Celebration
- 2005 - Altered State
- 2008 - Lifecycle (con Mike Stern)
- 2011 - Timeline
- 2013 - A Rise in the Road
- 2016 - Cohearence
- 2018 - Raising Our Voice
- 2020 - Jackets XL
- 2022 - Parallel Motion
- 2025 - Fasten Up

### Live
- 1992 - Live Wires
- 2001 - Mint Jam
- 2006 - Twenty-Five

### Raccolte
- 1995 - Collection
- 1998 - Priceless Jazz Collection
- 1999 - Best of Yellowjackets

### Partecipazioni
- 1982 - Casino Lights
- 1986 - STAR TREK IV: The Voyage Home

## Formazione
- Russell Ferrante - tastiere
- Dane Alderson - basso elettrico (dal 2015)
- Bob Mintzer - sax, clarinetto basso, EWI (dal 1991)
- Will Kennedy - batteria, percussioni (1987-1999 e dal 2010)

## Altri membri
- Jimmy Haslip - basso elettrico (1977-2012)
- Felix Pastorius - basso elettrico (2012-2015)
- Robben Ford - chitarra (fondatore della Band 1977-1978)
- Ricky Lawson - batteria (1977-1986)
- Marc Russo - sassofono (1985-1989)
- Peter Erskine - batteria (1999)
- Terri Lyne Carrington - batteria (2000)
- Marcus Baylor - batteria (2000-2010)